# Tihomir Jelisavčić
Tihomir Jelisavčić (serb. Тихомир Јелисавчић; ur. 1929 – zm. 29 czerwca 1986 w Cancún) – serbski piłkarz i trener piłkarski, były selekcjoner reprezentacji Australii i Nigerii.

## Kariera klubowa
W swojej karierze piłkarskiej Jelisavčić grał w klubach takich jak: FK Partizan (1953-1954), BSK Beograd (1955) oraz australijskie SSC Yugal (1962) i Toongabbie (1962). Z BSK zdobył Puchar Jugosławii w 1955 roku.

## Kariera trenerska
Po zakończeniu kariery piłkarskiej Jelisavčić został trenerem. Prowadził australijskie kluby SSC Yugal (1962-1963) i Hakoah (dwukrotnie 1965) oraz meksykański Pioneros de Cancún (1985-1986). W 1965 roku był selekcjonerem reprezentacji Australii.
W latach 1974–1978 Jelisavčić był selekcjonerem reprezentacji Nigerii. W 1976 prowadził ją w Pucharze Narodów Afryki 1976, a w 1978 roku w Pucharze Narodów Afryki 1978. W obu przypadkach doprowadził ją do zajęcia 3. miejsca w tych turniejach.